# Liste der Monuments historiques in Cusset
Die Liste der Monuments historiques in Cusset führt die Monuments historiques in der französischen Gemeinde Cusset auf.

## Liste der Bauwerke
| Bezeichnung                              | Beschreibung              | Standort                                               | Kennzeichnung | Schutzstatus | Datum | Bild           |
| ---------------------------------------- | ------------------------- | ------------------------------------------------------ | ------------- | ------------ | ----- | -------------- |
| Kirche St-Saturnin                       | Erbaut 1857               | Place Radoult de Lafosse (Lage)                        | PA03000049    | Inscrit      | 2013  | weitere Bilder |
| Stadtbefestigung                         | Erbaut im 15. Jahrhundert | Place de la République Cours Saturnin-Arloing (Lage)   | PA00093079    | Inscrit      | 1996  |                |
| Haus                                     | Erbaut im 15. Jahrhundert | Rue de la Constitution Rue Saturnin-Arloing (Lage)     | PA00093076    | Inscrit      | 1929  | weitere Bilder |
| Haus                                     | Erbaut im 16. Jahrhundert | Rue Saturnin Arloing (Lage)                            | PA00093077    | Inscrit      | 1929  | weitere Bilder |
| Haus (Fotos in der Base Mérimée)         | Erbaut im 15. Jahrhundert | 11, place Victor Hugo (Lage)                           | PA00093078    | Classé       | 1928  |                |
| Maison de Louis XI                       | Erbaut im 15. Jahrhundert | Place Victor-Hugo Boulevard de l'Hôtel-de-Ville (Lage) | PA00093075    | Classé       | 1928  | weitere Bilder |
| Maison Seive (Fotos in der Base Mérimée) | Erbaut 1929               | 16, avenue Roux (Lage)                                 | PA03000025    | Inscrit      | 2005  |                |

## Liste der Objekte
- Monuments historiques (Objekte) in Cusset in der Base Palissy des französischen Kultusministeriums